# Endodesmia calophylloides
Endodesmia calophylloides là một loài thực vật có hoa trong họ Calophyllaceae. Loài này được Benth. mô tả khoa học đầu tiên năm 1862.